# Sique Rodríguez i Gairí
Sique Rodríguez i Gairí (Lleida, 1981) és un periodista esportiu català. És cap d'esports de SER Catalunya, i va guanyar el Premi Ondas 2021 al millor programa de ràdio de proximitat per Què t’hi jugues!, que va destapar l'escàndol del Barçagate. Abans havia dirigit i presentat el programa de ràdio Fora de Joc, a Ona FM, un espai diari de cinc hores on s'hi barrejava esport i humor. Hi va dirigir també les retransmissions del Futbol Club Barcelona i el programa La Graderia. Ha col·laborat a la premsa escrita, a la televisió i amb mitjans de comunicació estrangers. És coeditor, amb Dani Senabre, d'Un any al Paradís. El meu diari del triplet, del futbolista Andrés Iniesta, un èxit de vendes en català, castellà, turc i polonès.

## Obra publicada
- Un any al paradís.  Badalona: Ara Llibres, 2009. ISBN 978-84-92552-82-5.
- Educats per guanyar.  Badalona: Ara Llibres, 2011. ISBN 978-84-15224-34-1.
- De la gloria al infierno.  Barcelona: Ediciones Deusto, 2022. ISBN 978-84-234-3350-6.[4][5]